# Philodromus dispar obscurus
Philodromus dispar là một phân loài nhện trong họ Philodromidae.
Loài này thuộc chi Philodromus. Philodromus dispar obscurus được Hermann Lebert miêu tả năm 1877.

## Hình ảnh

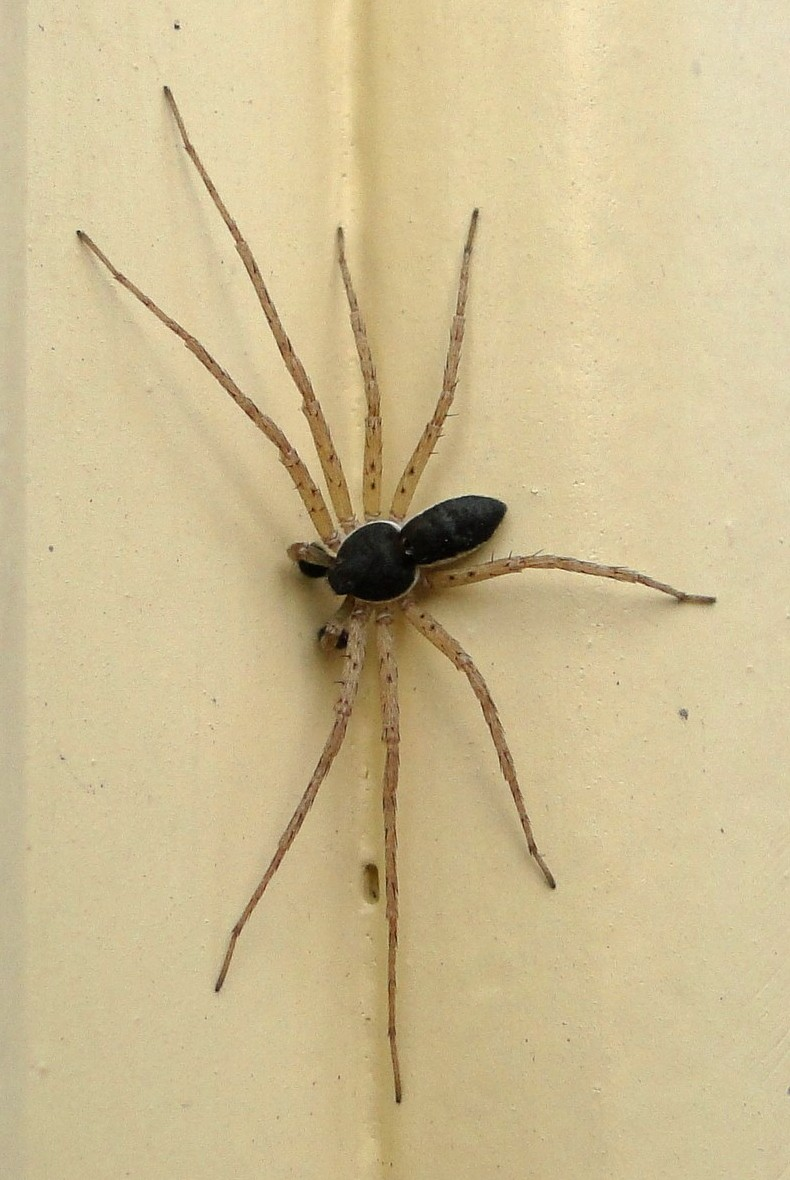
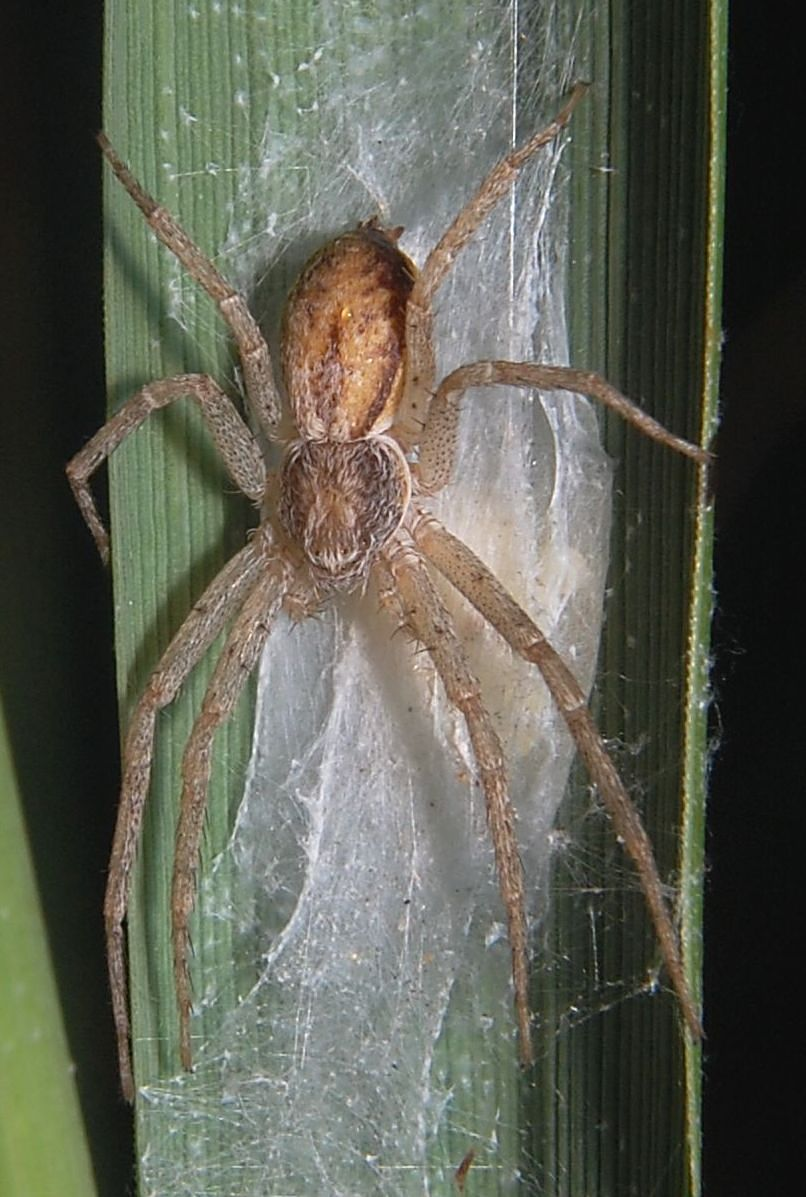
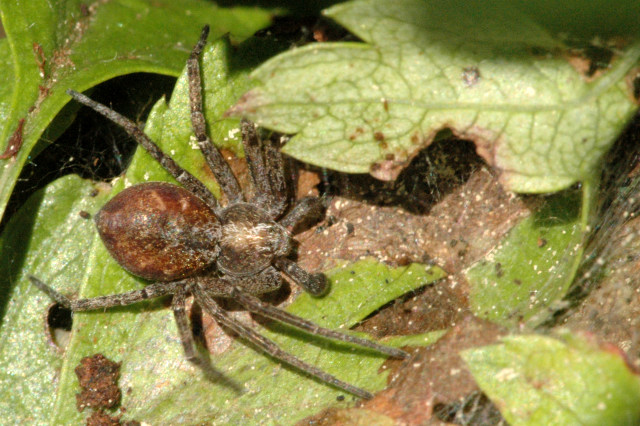
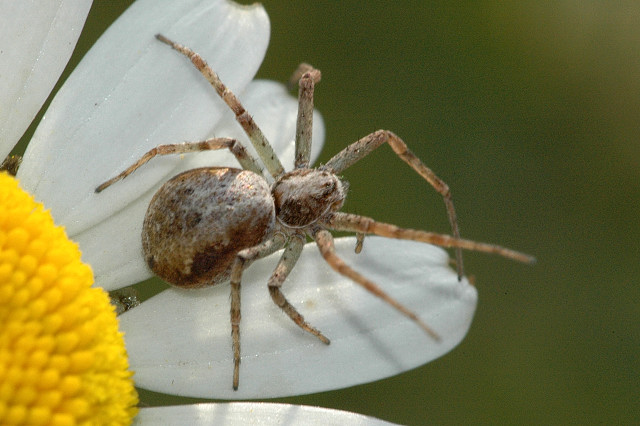